# Learning to See
Learning to See (с англ. — «Научиться Видеть») — пятьдесят четвёртый в общем и третий с альбома The Best of Both Worlds сингл хард-рок группы Van Halen, выпущенный в ноябре 2004 года на лейбле Warner Bros..

## О сингле
Это песледний сингл с участием Сэмми Хагара как вокалиста и Майкла Энтони как бэк-вокалиста (Майкл Энтони не играл на бас-гитаре для этой песни, хотя он обеспечил бэк-вокал для неё. В то время Энтони ещё не был официальным участником группы, и песни были записаны ещё до того, как он присоединился к ней. На бас-гитаре в новых песнях играл Эдди Ван Хален).

## Список композиций
| №  | Название          | Длительность |
| -- | ----------------- | ------------ |
| 1. | «Learning to See» | 5:15         |

## Участники записи
- Алекс Ван Хален — ударные, перкуссия
- Эдвард Ван Хален — электрогитара, синтезатор, бэк-вокал, бас-гитара
- Майкл Энтони — бэк-вокал
- Сэмми Хагар — вокал, электрогитара